# Monethe
Genre
Monethe est un genre d'insectes lépidoptères de la famille des Riodinidae qui résident en Amérique du Sud.

## Dénomination
Le nom Monethe leur a été donné par John Obadiah Westwood en  1851.

## Liste des espèces
- Monethe albertus C. & R. Felder, 1862; présent au Nicaragua, en Colombie, en Bolivie, en Équateur, au Pérou et en Guyane.
- Monethe alphonsus (Fabricius, 1793); présent au Brésil.

### Source
- Monethe sur funet